# Katholikos-patriarch van Geheel Georgië

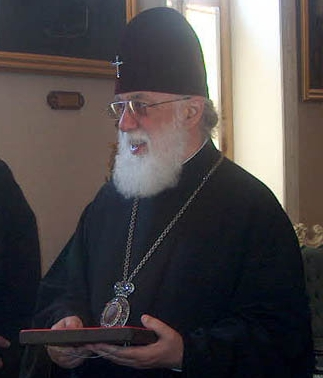
Ilia II, de huidige Katholikos-patriarch van Geheel Georgië

Katholikos-patriarch van Geheel Georgië is sinds 1010 de titel van de geestelijke leiders van de Georgisch-Orthodoxe Kerk. De eerste katholikos-patriarch van Geheel Georgië was Melkisedek I (1010-1030). In de 15de eeuw was de Georgisch-Orthodoxe Kerk verdeeld in Oost en West en werden respectievelijk katholikos-patriarch van Oost-Georgië en katholikos-patriarch van West-Georgië.
In 1801 werd de oostelijke koninkrijk Kartli-Kachetië geannexeerd door de tsaristische Russische Rijk. In 1811 verloor de Georgische Kerk zijn autocefale status, de Kerk werd afgeschaft en de Russisch-Orthodoxe Kerk nam het over.
In 1917 verkreeg de Georgisch-orthodoxe Kerk zijn autocefale status. De eerste katholikos-patriarch na het herstel van autocefalie was Kirion Sadzaglisjvili III. De huidige katholikos-patriarch van Geheel Georgië is Ilia II.